# Spike
Spike är en rollfigur från serien Buffy och vampyrerna och spelas av James Marsters. Spike är också en viktig karaktär i serien Angel, se Angel (TV-serie), under den femte och sista säsongen. Vidare var Spike en poet och hette William Pratt innan han blev förvandlad till vampyr och antog namnet Spike. Spike är en vild och hänsynslös vampyr som gillar att slåss. Han hjälper faktiskt Buffy och gänget vid flera tillfällen trots att han vid tillfället är ond. Han slåss på de godas sida såväl som på de ondas sida, han är glad bara han får slå något eller någon. Vidare har det föreslagits i Buffy och vampyrerna att Billy Idol har härmat den stil som Spike hade på 1970-talet.

## Historia
Spike föddes på 1800-talet i London, England, och fick namnet William Pratt. Hans mamma Anne Pratt och hans pappa nämns aldrig. William växte upp och blev en gentleman och en poet. Hans kallades "William The Bloody" på grund av hans "bloody awful poetry" ("rysligt dåliga poesi"). William visade sina känslor för aristokraten Cecily, men blev avvisad. Han sökte då tröst i Drusillas famn, men hon förvandlade honom till en vampyr. Spike blir motsatsen till en gentleman då han blir en vampyr, han blir istället rebellisk, vild och hänsynslös. Han gillar också att slåss. Spike slåss på de godas och de ondas sida, Men han slåss mer för egen vinning och nöjes skull.
Spike slår sen följe med de andra vampyrerna Drusilla, Angelus och Darla. Tillsammans terroriserade de England, Europa och Asien. Angelus fann dock Spikes lust att hela tiden slåss onödig eftersom han själv såg det mer som en konst. Angelus terroriserade Drusilla och gjorde henne galen innan han förvandlade henne till en vampyr. Senare splittrades dock gruppen och Spike och Drusilla slog följe medan Angelus och Darla gav sig iväg åt ett annat håll. Spike och Drusilla hade däremot olika intressen och gick skilda vägar ibland, men de återförenades alltid.
Vidare har Spike dödat två Dråpare. Under Boxarupproret i Kina var Spike på plats. Xin Rong var Dråparen (The Slayer) vid det tillfället. Hon och Spike slåss och Spike dödar henne till slut. Xin Rong lyckas dock ge Spike ett ordentligt ärr som sitter kvar i århundraden. Ärret sitter med under hela serien av Buffy och vampyrerna och även under Angel serien, dock aningen svagare. se Angel (TV-serie). Xin Rongs familj blir inte glada över hennes död, därför ger de sig av efter Spike och Drusilla. De hittade spår efter dem i Prag, men hittade de först 1933 i Chicago. Drusilla blev så svårt skadad att hon inte återhämtade sig på 10 år. Men Spike och Drusilla dödar trots det alla i familjen. Vidare dödade Spike Dråparen Nikki Wood i New York efter flera konfrontationer. Hennes son, Robin Wood, blir inte glad och söker som vuxen hämnd på Spike.

## Sunnydale
Drusilla har blivit förgiftad och skadad i Prag. I tron att The Hellmouth (Helvetesgapet) kan bota henne tar Spike med sig henne till Sunnydale. Att Dråparen bor i samma stad innebär att han får slåss, vilket gör att han gillar staden ännu mer. Väl där möter han en gammal vän, Angelus. Men nu har Angelus blivit förbannad med en själ och försöker gottgöra sina onda gärningar under namnet Angel, se Angel (rollfigur). I samma veva får Spike veta att Angel kämpar för de goda tillsammans med Dråparen Buffy Summers, vilket avslutar deras vänskap. Sen får Spike veta att det enda som kan bota Drusilla är Angels blod, eftersom det var han som förvandlade henne till en vampyr. Utan att behöva tänka om tvekar inte Spike för att döda Angel.
I den andra säsongen av Buffy och vampyrerna är Spike och Drusilla de huvudsakliga fienderna. Vidare blir Spike så svårt skadad i en kamp mot Buffy och Kendra Young att han måste sitta i rullstol. När Angel förlorar sin själ, efter att ha tillbringat natten tillsammans med Buffy, blir han Angelus igen och slår då följe med sin gamla vänner. Men när Angelus retar den skadade Spike och visar ett romantiskt intresse för Drusilla blir de rivaler. Detta motiverar Spike att hjälpa Buffy att förgöra Angelus. Sen tar Spike Drusilla med sig och ger sig av till Brasilien.
Spike återvänder i ensam i säsong fyra. Han är då på jakt efter en talisman som gör att en vampyr kan vara i solljuset och inte dödas av att en påle körs igenom hjärtat. Han inleder också ett förhållande med den unga och ytliga vampyren Harmony Kendall. Vidare blir Spike infångad av The Initiative, som sätter in ett chip i hans huvud. Detta gör att han inte kan skada någon, endast demoner, vampyrer och andra onda varelser. Han ber scooby-gänget att de ska skydda honom i utbyte mot information om The Initiative. Spike slår sen följe med skurken i säsong fyra, Adam, men blir luras precis de alla andra. I kampen mot Adam, se Adam (rollfigur), allierar sig Spike igen med scooby-gänget och räddar några av deras liv.
I säsong fem upptäcker Spike till sin fasa att han är förälskad i Buffy, vilket inte uppskattas av Buffy själv. Trots det allierar sig Spike med gänget på grund av hans oförmåga att skada, hans kärlek till Buffy och hans lust till ett bra slagsmål. Han känner senare ansvar för Buffys syster Dawn Summers och vägrar ge information om henne till säsongens skurk Glory. Vidare besvaras Spikes känslor av Buffy i säsong sex, och de två inleder ett hemligt förhållande. När Buffy sen gör slut blir Spike förtvivlad och tar till drastiska metoder för att vinna tillbaka Buffy. När han inser vad han har gjort blir han förfärad och drar sig skamsen tillbaka till krypta. I desperation utstår Spike hårda prövningar för att få tillbaka sin själ, vilket gör honom full av ånger och skuldkänslor. Spike är fortsatt förälskad i Buffy och dör för henne i seriefinalen.

## Los Angeles
Trots sin död dyker Spike senare upp i Los Angeles. Han bar en amulett under kampen mot The Hellmout och The First Evil (Den Första Ondskan). Detta gör att Spike är fast i tillstånd mellan liv och död och han försvinner emellanåt. Han avslöjar för Winifred (Fred) Burkle att han då hamnar i Helvetet. I Los Angeles är Spike mer lik sitt gamla jag och bryr sig inte så mycket om att gottgöra sina onda gärningar, och det trots att han nu har en själ. Angel, som gjort det i drygt hundra år, irriterar sig på det. Spike räddar dock Freds liv vid ett tillfälle. Spike återupptar också sitt förhållande med Harmony Kendall, som nu är sekreterare på Angel Investigations. Vidare var Spike ungefär som ett spöke, men Angel Investigations försöker hjälpa honom med problemet. Man får aldrig veta säkert vem de är som gör Spike fysisk igen, men alternativen står emellan The Senior Partners och Lindsey McDonald. Spike tror själv att Lindseys flickvän är den skyldige.
Allt som serien utvecklas blir Spike en medlem av Angel Investigations. I slutet av serien får Spike uppgiften att förgöra en demonkult i syfte att försvaga The Circle of the Black Thorn och skada The Senior Partners. Spike lyckas med uppgiften, men sen är det dags för den slutgiltiga kampen. Dagen innan får gänget en dag ledigt för att leva den dagen som om det var den sista. Spike återvänder till sina dödliga rötter som en frustrerad poet. Spike gör succé på en talangkväll med en dikt som han påbörjade innan han blev en vampyr och som han gjort klart efter flera århundraden. Som tidigare nämnts lyckades Spike med sin uppgift och slår följe med Angel, Illyria och den dödligt skadade Charles (Gunn) Gunn. Tillsammans går de in i den sista kampen mot Wolfram & Hart och The Senior Partners.

## After the fall
I serierna Angel: after the fall & Spike: After the fall får läsarna reda på vad som händer gänget efter att the circle of the black thorn blivit besegrade av team angel. Som straff för det sänder Wolfram & Hart Los Angeles till en helvetes dimension där gänget splittras. Spike gör gemensam sak med Fred/Illyria och hjälper människor som hamnar i skottelden mellan the demon lords of Los Angeles. Det hela slutar med att Spike blir co-lord till Illyria i Beverly hills och använder sin status som skydd till att rädda människor. Då Angel utmanar the lords ställer sig Spike & Illyria återigen på hans sida och förlorar sin status. Han gör istället gemensam sak med Angel i att försöka rädda Los Angeles från sitt tillstånd i helvetet. Under det uppdraget träffar han även gamla vänner ifrån Spike: Asylum.